# Affringues
Affringues är en kommun i departementet Pas-de-Calais i regionen Hauts-de-France i norra Frankrike. Kommunen ligger i kantonen Lumbres som tillhör arrondissementet Saint-Omer. År 2022 hade Affringues 255 invånare.

## Befolkningsutveckling
Antalet invånare i kommunen Affringues
| Referens: INSEE |